# Mercedes-Benz W 125

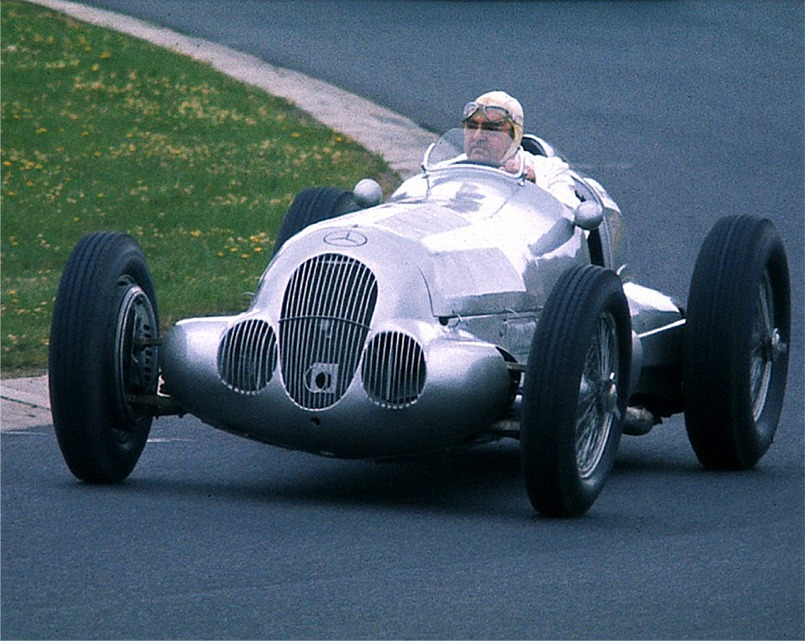
Hermann Lang im Mercedes-Benz W 125 auf dem Nürburgring, 1977

Der Mercedes-Benz W 125 war der Grand-Prix-Rennwagen der Daimler-Benz AG im Jahr 1937. Da die Regeln ab 1938 den Hubraum und damit auch die erreichbare Leistung begrenzten, galt der über 600 PS (441 kW) starke W 125 bis Anfang der 1980er Jahre als leistungsstärkster und eindrucksvollster Wagen, der bis dahin in Grand-Prix-Rennen startete.

## Geschichte

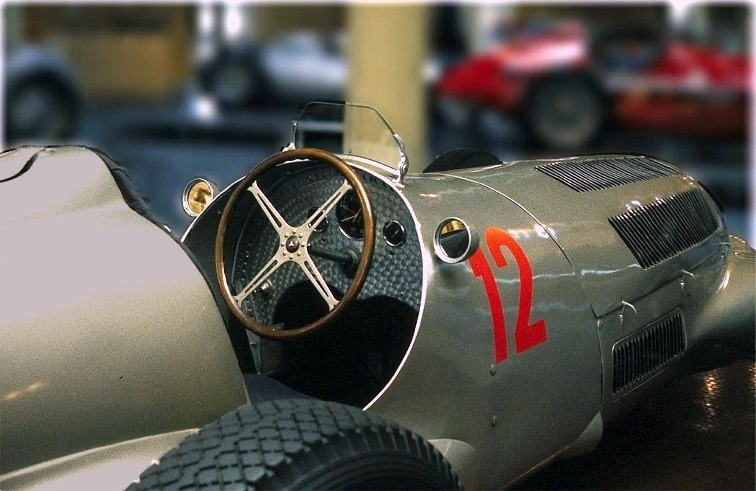
Cockpit des W 125

Der W 125 war der Nachfolger des Mercedes-Benz W 25, des ersten „Silberpfeils“, den Mercedes für die sogenannte 750-kg-Formel entwickelt hatte und ab 1934 einsetzte. Die den beiden Modellen zugrundeliegende Gewichtsformel (750 kg = Höchstgewicht des Wagens ohne Fahrer, Kraftstoff, Öl, Wasser und Reifen) sollte ursprünglich bis 1936 gelten, wurde aber bis 1937 verlängert.
Die maßgeblichen Konstrukteure des W 125 waren Max Wagner und Rudolf Uhlenhaut. Uhlenhaut unternahm selbst Testfahrten, Rennteilnahmen wurden ihm aber verwehrt. In Kenntnis einiger Unzulänglichkeiten des Vorgängermodells (extreme Veränderungen von Sturz und Spurweite beim Einfedern) entwarfen sie ein Fahrwerk mit De-Dion-Hinterachse statt einer Schwing- bzw. Pendelachse. Die Vorderräder waren an unterschiedlich langen unteren und oberen Dreiecksquerlenkern aufgehängt. Der Rahmen des Wagens bestand aus ovalen Rohren (1,5 mm starkes Stahlblech) mit vier Traversen aus rundem Rohr.
Angetrieben wurde der W 125 zunächst von einem Achtzylinder-Reihenmotor des Typs M 25. Die Version M 25 E von 1936 mit 4,74 Liter und 473 PS (348 kW) ist in der Mercedes-Benz Welt als separates Exponat zu besichtigen. Im Laufe des Jahres 1937 wurde der Hubraum auf 5,66 Liter vergrößert, als Leistung dieser Variante werden bis zu 646 PS (475 kW) angegeben. Im Rennbetrieb setzte der Reifenverschleiß dem Leistungseinsatz jedoch Grenzen, die Auto Union Typ C hatten ca. 500 PS (368 kW).
Beim Avusrennen 1937 setzte Mercedes neben dem „normalen“ W 125 und solchen mit stromlinienförmiger Verkleidung einen ebenfalls vollverkleideten Spezialrennwagen mit einem 5,57-Liter-V12-Motor ein, der bis zu 598 PS (440 kW) leistete und eine Höchstgeschwindigkeit von über 370 km/h ermöglichte. Der Fahrer dieses Wagens war Manfred von Brauchitsch.
Bedingt durch die Regeländerungen für die Grand-Prix-Europameisterschaft 1938, die den Hubraum von Kompressormotoren auf 3 Liter begrenzten, wurde der Nachfolger Mercedes-Benz W 154 mit Zwölfzylinder-V-Motor entwickelt.

## Daten
| W 125                 | Technische Daten                                                 |
| --------------------- | ---------------------------------------------------------------- |
| Motor                 | 8-Zylinder-Reihenmotor, Typ M 125 F                              |
| Bohrung × Hub         | 94 × 102 mm                                                      |
| Hubraum               | 5660 cm³                                                         |
| Leistung (Mittelwert) | 570 PS (419 kW) bei 5800/min                                     |
| Kurbelwelle           | einteilig mit Gegengewichten, neunfach gelagert                  |
| Motorsteuerung        | zwei obenliegende Nockenwellen, Antrieb durch Stirnräder         |
| Ventile               | 2 Einlass, 2 Auslass je Zylinder                                 |
| Aufladung             | 1 senkrecht angeordnetes Roots-Gebläse                           |
| Schmierung            | Trockensumpf                                                     |
| Kühlung               | Wasser                                                           |
| Getriebe              | 4-Gang                                                           |
| Fahrgestell           | Rohrrahmen                                                       |
| Radaufhängung vorn    | Doppelquerlenker mit Schraubenfedern                             |
| Radaufhängung hinten  | De-Dion-Achse mit längs liegenden Drehstäben                     |
| Stoßdämpfer           | hydraulische Hebeldämpfer                                        |
| Bremsen               | hydraulisch betätigte Trommelbremsen (Trommeldurchmesser 400 mm) |
| Radstand              | 2800 mm                                                          |
| Spur                  | 1475/1400 mm                                                     |
| Trockengewicht        | 744–749 kg                                                       |
| Höchstgeschwindigkeit | ca. 320 km/h (je nach Übersetzung und Karosserie)                |

Der W 125 erzielte in den Großen Preisen 1937 sechs erste, neun zweite und sechs dritte Plätze. Die Fahrer waren Rudolf Caracciola, Manfred von Brauchitsch, Hermann Lang, Christian Kautz, Richard Seaman und Goffredo Zehender.

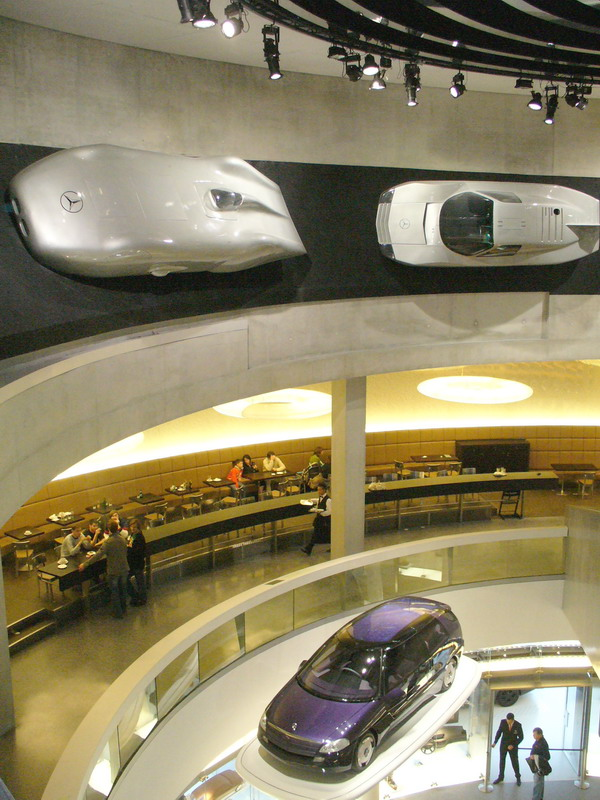
W-125-Rekordwagen gefolgt von einem Mercedes-Benz C 111 Typ III im Café des Mercedes-Benz-Museums

## Rekordwagen W 125
Auf der Basis des Grand-Prix-Wagens W 125 baute Mercedes 1937 einen Weltrekordwagen mit V12-Motor (5577 cm³). Dieser V12-Motor hatte zwar weniger Hubraum als der 8-Zylinder-Reihenmotor M 25, war aber flacher und aerodynamisch günstiger. Rudolf Caracciola erreichte mit diesem Wagen im Herbst 1937 bereits eine Höchstgeschwindigkeit von 395 km/h, die ihm beinahe zum Verhängnis geworden wäre, als sich der Vorderwagen bei diesem Tempo anhob. Daraufhin wurde die Karosserie neu entwickelt. Unter anderem entfiel durch Umstellung der Motorkühlung auf Eis ein konventioneller Kühler, sodass die Lufteintrittsöffnung am Bug reduziert und der cw-Wert auf 0,157 gesenkt werden konnte. Zusätzliche Vergaser ließen die Motorleistung des DAB-V12-Kompressormotors von anfangs 570 PS (419 kW) auf 736 PS (541 kW) bei 5800/min steigen.
Mit dem optimierten Wagen, aber mit gleichem Motor und Chassis wie 1937, erzielte Caracciola in der Hubraumklasse zwischen 5000 und 8000 cm³ am 28. Januar 1938 auf der Reichsautobahn Frankfurt–Darmstadt – einem Teil der heutigen A5 – über eine Distanz von 1 km mit fliegendem Start 432,7 km/h als Durchschnitt von Hin- und Rückfahrt. Dies war 79 Jahre lang die höchste Geschwindigkeit, die auf einer öffentlichen Straße gefahren wurde. Am 4. November 2017 wurde sie in Nevada von einem Koenigsegg Agera RS mit 444,7 km/h übertroffen.